# Huddle

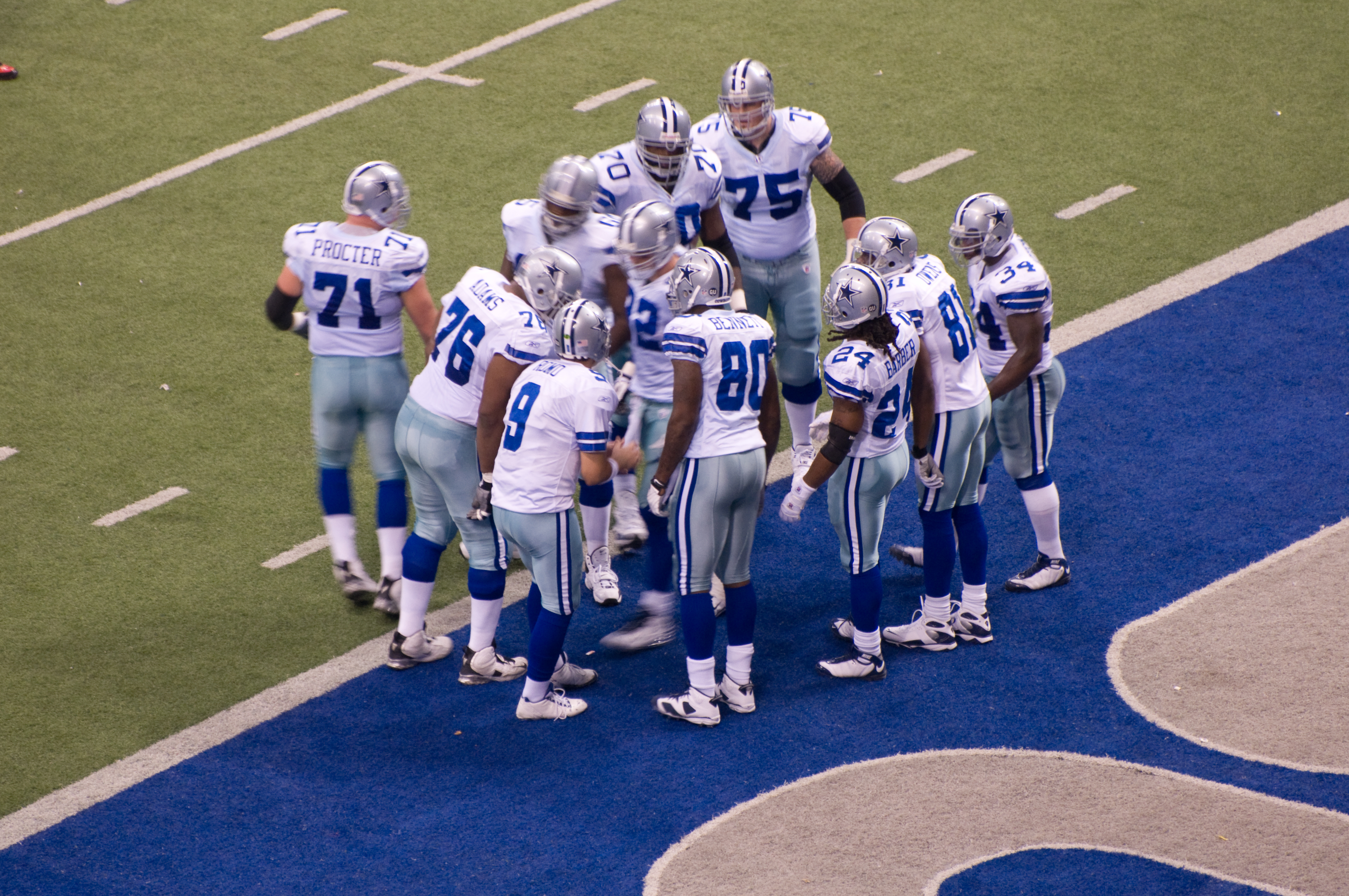
Die Dallas Cowboys im Huddle

Der Huddle (deutsch Haufen) bezeichnet die Versammlung der Spieler im American Football und Canadian Football, bei der Spielzüge und Strategien besprochen werden. Der Quarterback gibt dabei seinen Mitspielern die Ausführung des nächsten Spielzugs sowie den Snap Count vor. Der Quarterback seinerseits ist im professionellen Football per Funk mit den Trainern in Verbindung. Eine No-Huddle Offense verzichtet, entweder aus Zeitnot oder aber um die gegnerische Defense unter Druck zu setzen, auf den Huddle. Die Spielzüge werden dabei an der Line of Scrimmage vom Quarterback angesagt.
Der moderne Huddle als Kreis wurde eigenen Aussagen zufolge 1892 von Paul D. Hubbard, dem Quarterback der Gallaudet University erfunden. Gallaudet war eine der ersten Schulen für Hörbehinderte. Mit der Bildung des Kreises verhinderte Hubbard, dass seine Anweisungen von der gegnerischen Mannschaft gelesen werden konnten. Im Canadian Football wurde der Huddle 1925 von Francis Shaughnessy an der McGill University eingeführt.